# エテル
エテル （Étel、ブルトン語:An Intel）は、フランス、ブルターニュ地域圏、モルビアン県のコミューン。

## 地理
エテルはオーレーから18km、ロリアンから30km、ヴァンヌから30km離れている。

## 由来
エテルとは、海岸でリアス式海岸を形成するエテル川に由来する。このエテル川の河口は水中に砂州ができやすく、位置が絶えず変化する。河口での航行は非常に困難である。エテルという名称の由来ははっきりとしていないが、ブルトン語で本土を意味するin tallus、または古ブルトン語で「狭い」または「海峡」を意味するenkのついたenk'tellまたはectellだとされる。

## 歴史
コミューンとしてのエテルは、1850年8月7日発行の法令でコミューンのエルドヴェンが解体され成立した。

## 人口統計
| 1962年 | 1968年 | 1975年 | 1982年 | 1990年 | 1999年 | 2006年 |
| ------ | ------ | ------ | ------ | ------ | ------ | ------ |
| 3085   | 3074   | 2762   | 2445   | 2318   | 2165   | 2035   |

## 姉妹都市
- キログラン、アイルランド[2]